# Províncies espanyoles a Àfrica

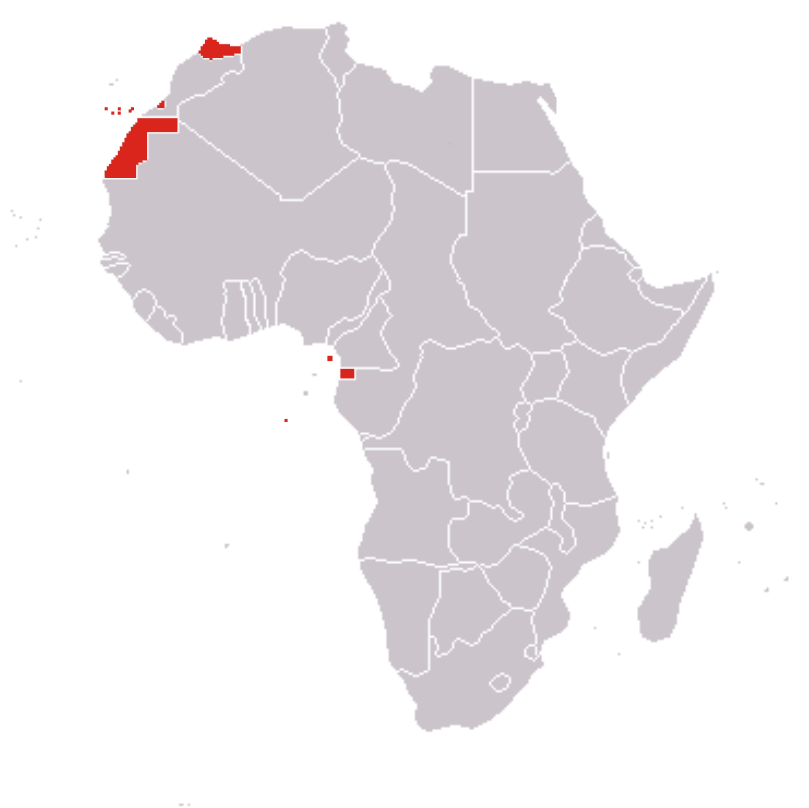
Colònies espanyoles a Àfrica durant el.

Les províncies espanyoles a Àfrica van ser quatre territoris sota sobirania espanyola situades en l'Àfrica espanyola que van obtenir el rang de província d'Espanya durant la dictadura de Francisco Franco.

## Estatut
En 1959 aquests territoris van adquirir l'estatus de províncies, celebrant les seves primeres eleccions locals en 1959 quan van escollir els primers procuradors a les Corts Espanyoles.
La major part d'aquests territoris provenien dels territoris coneguts com a Àfrica Occidental Espanyola i Territoris Espanyols del Golf de Guinea. L'Àfrica Occidental estava compost per Riu d'Or i Saguia el Hamra, que s'unirien per donar forma a la província del Sàhara (la que des de 1975 forma el territori disputat del Sàhara Occidental), a més d'Ifni que va pujar al rang de província i Cap Juby que va ser cedit al Marroc.
Els territoris situats al golf de Guinea van ser considerats com colònia en el període comprès entre els anys 1778 i 1956, data en què va ser creada la Província del Golf de Guinea, que perduraria fins a 1959, en separar-se les províncies de Fernando Poo i Riu Muni. Sota la llei d'autonomia, les dues províncies van ser reunificades en 1964 com la Regió Autònoma de Guinea Equatorial i dotades d'una limitada autonomia, amb òrgans comuns a tot el territori (entre ells un cos legislatiu) i organismes propis de cada província. Encara que el comissionat general nomenat pel govern espanyol tenia amplis poders, l'Assemblea General de Guinea Equatorial tenia considerable iniciativa per formular lleis i regulacions. Aquest territori obtindria la independència en 1968.

## Províncies
| La Província del Sàhara tenia una superfície de 266.000 km², alguna cosa major a la meitat de tot el territori peninsular espanyol. A causa del seu caràcter desèrtic, la població no superava els 23.000 habitants. L'agricultura era molt limitada i només permetia la criança de camells, cabres i ovelles; encara que posseïa importants jaciments de fosfats i bancs de pesca. La província es dividia en dues àrees: Saguia el Hamra al nord i Riu d'Or. La capital de la província era Al-Aaiun, amb 5.200 habitants i principal ciutat de Saguia el Hamra. No obstant això, la ciutat més gran era Villa Cisneros, actual Dakhla, capital de Riu d'Or, la qual comptava amb un aeròdrom internacional. La matrícula del seu vehicles era SH. Va ser introduït en la llista dels territoris no autònoms en 1960 en la Resolució 1542 (XV) de la Assemblea General de les Nacions Unides. En 1976, Espanya va abandonar el territori i el va deixar en mans del Marroc i Mauritània (conforme al que es disposa als Acords de Madrid, il·legals segons el dret internacional). L'actual territori del Sàhara Occidental està ocupat gairebé íntegrament pel Marroc, fet no reconegut internacionalment; mentrestant, la declarada República Àrab Sahrauí Democràtica, reconeguda fins al moment per més de 80 països, posseeix el control d'una part minoritària del territori. | Escut de la Província ultramarina del Sàhara Espanyol.                            |
| Abans de ser declarada Província d'Ifni, en 1958, tenia una extensió d'1.500 km² i uns 53.000 habitants. Després de la guerra (1957-58) va quedar reduïda a 100 (cent) km² i uns 15.000 habitants, la qual cosa la convertia en la de menor superfície. Els principals recursos econòmics eren la pesca, una mica de ramaderia (cabra i camell). Per l'aridesa de la zona, l'agricultura es va limitar a algunes plantacions de ordi. La capital de la província va ser Sidi Ifni, amb una població que arribava als 12.700 habitants. La matrícula dels seus vehicles era IF. En 1960 va ser declarat un territori no autònom pel Comitè de Descolonització de les Nacions Unides i després d'anys de negociacions, Espanya va lliurar en 1969 el territori d'Ifni al Marroc. Ifni és actualment part de la província marroquina de Sidi Ifni, creada en 2009 dins de la regió de Souss-Massa-Draâ. | Escut de l'antiga província espanyola de Sidi Ifni, (África Occidental Espanyola) |
| La Província de Fernando Poo comprenia les illes de Fernando Poo (actual Bioko), Annobón i altres illots propers. L'illa de Fernando Poo era coneguda com la Perla del golf de Guinea i estava habitada per l'ètnia bubi, en la seva majoria convertits al catolicisme. La província tenia un clima equatorial d'elevades temperatures i abundants pluges, que convertien el sòl en un lloc molt fèrtil per al cultiu de cacau, cafè, plàtans i sucre. La capital de la província era Santa Isabel de Fernando Poo (actual Malabo), amb 37.200 habitants, amb port i aeròdrom. La matrícula del seu vehicles era FP. Encara que van tenir presència espanyola entre 1778 i 1880, va ser en 1843 que es va establir definitivament la sobirania espanyol sobre les illes, establint un governador colonial en 1858. En 1926, va ser unida a Río Muni per formar els Territoris Espanyols del Golf de Guinea. Si bé la unió que es trencaria formalment en 1959 en formar les províncies autònomes, aquesta va romandre en alguns nivells administratius i en 1964 va ser conformada la Regió Autònoma de Guinea Equatorial amb capital a Santa Isabel. En 1968, la Regió obtindria la seva independència com Guinea Equatorial. | Escut de l'antiga província espanyola de Fernando Poo.                            |
| La Província de Río Muni corresponia al territori continental de la Guinea Espanyola, a més de les illes de Corisco, Elobey Grande, Elobey Chico i altres illots propers. La població d'aquesta província era propera als 183.000 habitants, la majoria d'ètnia pamú, bantú i benga. De clima equatorial, la seva economia es basava en la fusta (sobretot ocume), cafè, cacau, oli de palma, copra i cautxú. Va existir una mica de ramaderia (principalment, cabres i ovelles), a més de caça major de búfals, antílops i elefants. La capital de la província era Bata, amb 27.000 habitants. La matrícula del seu vehicles era RM. El territori de Río Muni es va convertir en protectorat espanyol en 1885 i en colònia en 1900, any en què un tractat signat a París va determinar els límits del territori. Entre 1926 i 1959 va ser unificada a Fernando Poo i el territori d'Elobey, Annobón i Corisco. Després de la formació de la província, les illes d'Elobey i Corisco van quedar en possessió de Río Muni. En 1964 va ser conformada la Regió Autònoma de Guinea Equatorial que incloïa a tots els territoris equatoguineans i en 1968 aquests obtindrien la seva independència com a Guinea Equatorial. | Escut de l'antiga província espanyola de Río Muni.                                |